# 335 a. C.
El año 335 a. C. fue un año del calendario romano prejuliano. En el Imperio romano se conocía como el Año del Consulado de Caleno y Corvo (o, menos frecuentemente, año 419 Ab urbe condita). 

## Acontecimientos
- Alejandro arrasa Tebas cuando esta encabeza una sublevación contra Macedonia.[1]
- Destrucción de Tebas (Grecia) por Alejandro Magno.

## Fallecimientos
- Eubulo, orador y político ateniense (n. 405 a. C.)